# Nie oddychaj 2
Nie oddychaj 2 (ang. Don't Breathe 2) – amerykański thriller i horror z 2021 roku. Film jest kontynuacją filmu Nie oddychaj z 2016 roku. 
Film został wydany 13 sierpnia przez Columbia TriStar Motion Picture Group.

## Fabuła
Akcja filmu rozgrywa się kilka lat później po wydarzeniach które miały miejsce w pierwszej odsłonie. Niewidomy Norman Nordstrom mieszka w odosobnionej chacie. Przygarnia sierotę o imieniu Phoenix, której rodzice zginęli w tragicznym pożarze. Wkrótce dziewczyna zostaje porwana przez nieznanych przestępców, Norman postanawia ruszyć jej na ratunek.

## Obsada
- Stephen Lang jako Norman Nordstrom
- Madelyn Grace jako Phoenix
- Adam Young jako Jim Bob
- Rocci Williams jako Duke
- Bobby Schofield jako Jared
- Steffan Rhodri jako chirurg
- Stephanie Arcila jako Hernandez, były przyjaciel Normana
- Diaana Babnicova jako Billy
- Christian Zagia jako Raul
- Brendan Sexton III jako Raylan

## Produkcja
W listopadzie 2016 roku reżyser Fede Álvarez ogłosił, że trwają prace nad kontynuacją filmu. Produkcja miała rozpocząć się już w kwietniu 2020, ale data została zmieniona z powodu pandemii COVID-19. Oficjalnie okres zdjęciowy rozpoczął się 7 sierpnia 2020 w Belgradzie w Serbii.  Zdjęcia kręcono również w Detroit. W październiku Stephen Lang ujawnił, że okres zdjęciowy zakończył się 8 października 2020 roku.
W sierpniu 2022 Stephen Lang stwierdził, że trwają prace nad kolejną częścią filmu. 